# Black M
Black M, pseudonimo di Alpha Diallo (Parigi, 27 dicembre 1984), è un rapper francese di origini guineane.
È uno dei membri fondatori della Sexion d'Assaut, ma ha iniziato a fare rap da solo e poi si è unito al gruppo 3e prototype con cui ha, insieme ad altri artisti che lavoravano soli, fondato un nuovo gruppo, che è appunto i Sexion D'Assaut. Dopo il clamoroso successo ottenuto insieme ai Sexion D'Assaut nel 2014 ha pubblicato il suo primo album da solista Les yeux plus gros que le monde, album che è doppio disco di platino in Francia. Ha inoltre pubblicato il 17 novembre la riedizione dell'album Les yeux plus gros que le monde che si chiama Le monde plus gros que mes yeux.

## Biografia

### Nome d'arte
Black Mesrimes è un gioco di parole, una contrazione tra il nome dello storico nemico pubblico Jacques Mesrine e la parola "rimes" e "black" (in riferimento al colore della pelle).

### Vita privata
Black M è di fede musulmana, è sposato e ha due figli. Da piccolo ha rischiato di essere espulso dalla Francia, il ricordo di questo evento è presente tuttora nella vita di Black M, nelle sue canzoni come ad esempio "Blacklines" ricorre il tema della paura di poter essere espulso.

### Stile
Il suo stile è caratterizzato dall'uso di onomatopee. È inoltre uno dei membri più tecnici della Sexion d'Assaut.
Linguaggio
Black M usa nelle sue canzoni termini arabi come akhi che significa "fratello", inoltre fa grande uso del verlan, linguaggio diffuso fra i giovani parigini che consiste nell'invertire le sillabe di una parola.
Black shady
Black shady è l'alter ego malvagio di Black M l'ultimo singolo di Black M con protagonista Black shady è stato "Black shady part IV" dell'album "Alpha".

## Discografia
Da solista
Il 31 marzo 2014, Black M ha pubblicato il suo primo album da solista intitolato Les Yeux plus gros que le monde. Nel maggio dello stesso anno il singolo Sur Ma Route ha conquistato il primo posto nelle classifiche di vendita francesi. Black M ha inoltre annunciato l'uscita del nuovo album Le Monde plus gros que mes yeux uscito il 17 novembre 2014. 

### Album in studio
- 2014 – Les yeux plus gros que le monde
- 2016 – Éternel insatisfait
- 2019 – Il était une fois...
- 2019 – La légende Black

### Album live
- 2015 – Les yeux plus gros que l'Olympia

### EP
- 2021 – Alpha pt. 1

Con la Sexion d'Assaut
- La terre du milieu (2005)
- Le renouveau (2008)
- Les chroniques du 75 Vol. 1 (2009)
- L'écrasement de tête (2009)
- L'école des points vitaux (2010)
- Les chroniques du 75 Vol. 2 (2011)
- L'apogée (2012)
- Le retour des rois (2022)